# شانون بريم
شانون بريم (بالإنجليزية: Shannon Bream)‏ هي مذيعة وصحفية أمريكية ولدت في يوم 23 ديسمبر 1970 في مدينة تالاهاسي في فلوريدا. أكملت دراسة القانون في جامعة ولاية فلوريدا. فازت بلقب ملكة جمال ولاية فيرجينيا في سنة 1990 ومثلت الولاية في مسابقة ملكة جمال أمريكا، وثم فازت بلقب ملكة جمال ولاية فلوريدا في سنة 1995 ومثلت الولاية في مسابقة ملكة جمال الولايات المتحدة الأمريكية 1995. تعمل حالياً مع قناة فوكس نيوز وتقدم برنامج فوكس نيوز أت نايت.